# Anna-Karin Kammerling
Anna-Karin Kammerling (ur. 19 października 1980 w Malmö) – szwedzka pływaczka, medalistka Igrzysk Olimpijskich, Mistrzostw Świata i Europy. 1 września 2008 roku ogłosiła zakończenie kariery.

## Sukcesy
- Igrzyska Olimpijskie
  -  – 4 x 100 m stylem zmiennym - Sydney 2000
- Mistrzostwa Świata
  -  – 50 m stylem motylkowym - Montreal 2005
  -  – 50 m stylem motylkowym - Fukuoka 2001
  -  – 50 m stylem motylkowym - Barcelona 2003
- Mistrzostwa Europy
  -  – 50 m stylem motylkowym - Stambuł 1999
  -  – 50 m stylem motylkowym - Helsinki 2000
  -  – 4 x 100 m stylem zmiennym - Helsinki 2000
  -  – 50 m stylem motylkowym - Berlin 2002
  -  – 4 x 100 m stylem dowolnym - Berlin 2002
  -  – 4 x 100 m stylem zmiennym - Berlin 2002
  -  – 50 m stylem motylkowym- Budapeszt 2006
  -  – 100 m stylem motylkowym - Berlin 2002